# Massimo Ambrosini
Massimo Ambrosini (* 29. květen 1977 Pesaro, Itálie) je bývalý italský fotbalový záložník. Hrál i na pozici obránce. Od března 2021 pracuje jako vedoucí pro reprezentaci Itálie U21 .
Byl bojovný a houževnatý fotbalista, který vyrostl v klubu AC Cesena. Své fotbalové srdce dal klubu AC Milán kde přišel v roce 1995 jako velký talent. Celkem odehrál za Rossoneri 489 utkání v 17 sezonách a stal se kapitánem po rozloučení Maldiniho v roce 2009. Byl u vítězství dvou trofejí LM (2002/03 a 2006/07), čtyř titulů v lize (1995/96, 1998/99, 2003/04 a 2010/11). S reprezentací Itálie dosáhl stříbrných medailí na ME v roce 2000.

## Klubová kariéra

### AC Cesena
Massimo začal svou kariéru již od mládí v klubu AC Cesena. V sezóně 1994/95 byl v 17 letech zařazen do prvního týmu trenérem Bruno Bolchi. Debutoval v zápase domácím poháru proti Janovu (0:1) . Poté již nastupoval do zápasů ve druhé lize pravidelně. Celkem odehrál za jednu sezonu 27 utkání a vstřelil jednu branku, tu vstřelil v utkání proti US Lecce .

### AC Milán
V létě roku 1995 přestupuje v 18 letech do velkého fotbalu. Na přání trenéra Capella přichází klub AC Milán o 2 mil. Euro.
Svůj debut za Rossoneri odehrává v zápase domácím poháru proti Pescaře (4:1) . V lize odehraje první zápas (na posledních 7. minut utkání) 5. listopadu proti Cagliari Calcio (3:2) . Klub hraje Pohár UEFA a v něm si zahraje poprvé 12. září proti Zagłębie Lubin (4:0) .
V následující sezóně debutoval 25. září v LM v zápase proti Rosenborgu (4:1) . Klubu i jemu se nedařilo. Klub skončil v lize na 11. místě v tabulce a v LM se klub nedostal přes základní skupinu.

### Vicenza Calcio
Aby získal více zkušeností, rozhodlo se vedení Rossoneri jej i spoluhráče Coca poslat na hostování do Vicenza Calcio. Prvního zápasu se zúčastnil ve finále italského superpoháru který se hrál 23. srpna. Klub jej prohrál s Juventusem 0:3 . Svůj první zápas v lize odehrál proti Sampdorii (1:2) . První branku vstřelil proti Interu (1:3) 30. listopadu. Klubu pomohl zachránit se v soutěži a v soutěži o pohár PVP pomohl do semifinále když jej vyřadil anglický klub Chelsea FC (1:0, 1:3). Celkem odehrál 36 utkání a vstřelil 1 branku.

### Návrat do AC Milán
Od sezony 1998/99 se vrátil natrvalo do týmu Rossoneri. Číslo na dresu měl 23 a zůstalo mu až do konce kariéry v AC Milán. Novým trenérem pro sezonu byl vybrán Alberto Zaccheroni a ten mu dával prostor s Albertinim na hřišti. V sezoně vstřelil první branku za Rossoneri, bylo to 2. května 1999 proti UC Sampdoria (3:2)  což se později ukázalo jako rozhodující branka pro dobytí titulu v lize.
V nové sezoně 1999/00 se potvrdilo že je důležitým členem klubu když chyběl jen v pěti zápasech. Byl i v sestavě ve finále italského superpoháru, jenže prohráli s Parmou (1:2) . V LM nepostoupili ze skupiny a v lize skončili na 3. místě.
Následující sezóně 2000/01 vstřelil v lize tři branky a do února 2001 nastupoval pravidelně. Jenže pak utrpěl vážné zranění předního zkříženého vazu na levém koleni. Návrat se konal za 10 měsíců. Ale i tak pomohl klubu se dostat přes základní skupinu v LM.
V sezoně 2001/02 odehrál první utkání po zranění 23. prosince 2001 proti Hellas Verona FC (2:1) a vstřelil i branku . Nakonec nastoupil do 9 utkání a vstřelil 3 branky. Zahrál si i v Poháru UEFA kde pomohl klubu projít do semifinále.
Kariéra od sezona 2002/03 byla nezapomenutelná. Pod vedením Ancelottiho se Massimo ukázal být důležitým hráčem týmu. Na domácí scéně klub zvítězil v domácím poháru když porazili AS Řím (4:1, 2:2). A vyhráli též LM. Ve finále porazili na penalty Juventus FC . Massimo v něm nastoupil v 87. minutě.
Skvělé výsledky pokračovali i v sezoně následující. Ale sezona začala prohrou ve finále italského superpoháru proti Juventus FC . Následovalo finále Evropského superpoháru a v něm vyhráli nad Portem (1:0) . Také byl v sestavě ve finále Interkontinentálního poháru. Klub prohra s Bocou na penalty . Ligu vyhráli 11 bodovým náskokem a pro hráče to byl již třetí titul. V LM skončili ve čtvrtfinále po vypadnutí s klubem Deportivo La Coruňa (4:1, 0:4).
Sezona 2004/05 začala vítězstvím v italského superpoháru proti SS Lazio (3:0). V LM vstřelil svou první branku v této soutěži a branka byla veledůležitá. Byla vstřelena v 90. minutě v semifinále druhého zápasu proti klubu PSV Eindhoven (2:0, 1:3) a znamenala tak postup do finále . V něm si nezahrál a navíc prohráli na penalty s anglickým klubem Liverpool FC. V lize skončil s klubem na 2. místě.
Sezonu 2005/06 v lize začal při absenci Maldiniho s kapitánskou páskou. Jenže po pár utkání se zranil a celou sezonu často nehrál. Pomohl čtyřmi zápasy klubu se dostat v LM do semifinále. V lize po korupčním skandálu dokráčel s klubem na 3. místo.
V sezóně 2006/07, po zranění znovu získal místo v sestavě a vytvořil středu hřiště s Gattusem a Pirlem nepropustnou řadu. To pomohlo vyhrát vyhrát LM (2:1) nad Liverpoolu . V lize s klubem obsadil 4. místo a vstřelil 2 branky z 19 utkání.
Dne 31. srpna 2007 při absenci Maldiniho zvedl nad hlavou jako první trofej pro vítěze Evropského superpoháru po vítězství nad Sevillou (3:1) . Byl i ve vítězné sestavě ve finále MSK . V LM dokráčel s klubem do osmifinále a v lize skončili na 5. místě. I tak udělal Massimo maximum když celkem nastoupil do 43 utkání v nichž vstřelil 4 branky.
Nejlepší sezonu co se týče podle počtu vstřelených branek byla sezona 2008/09. V ní vstřelil celkem 8 branek z 33 utkání. Nejvíce (7) jich vstřelil v lize. Dvě branky vstřelil v utkání proti AS Řím (2:3). Sezona se zakončila 3. místem a v poháru UEFA vypadli již v prvním vyřazovacím kole německým klubem Werder Brémy (1:1, 2:2).
Odchod legendy Maldiniho do fotbalového důchodu, znamenal pro Massima že od sezony 2009/10 bude novým kapitánem on. Již 7. února 2010 proti Boloni sehrál 300 zápas v lize. Pomohl klubu dokončit sezonu v lize k 3. místu a v LM neprošel přes osmifinále.
V následující sezóně 2010/11 sehrál proti Boloni 1. května 2011 300 zápas za Rossoneri a týden později získal s klubem svůj čtvrtý ligový titul. V LM neprošel opět přes osmifinále.
Poslední trofej získal 6. srpna 2011 když vyhrál v italského superpoháru nad Interem (2:1) . Ještě pomohl klubu v lize k 2. místu v sezoně 2011/12 a 3. místu v sezoně 2012/13, V V LM nejdál došel do čtvrtfinále v sezoně 2011/12. Na konci sezony 2012/13 se vedení rozhodlo s ním nepodepsat smlouvu  a tak po 17 sezonách a celkem 489 zápasech a 36 branek se rozhodl prodloužit kariéru v jiném klubu.

### ACF Fiorentina
Do klubu fialek odešel zadarmo . První zápas odehrál 22. srpna 2013 proti Grasshopper Club Zürich (2:1)  ve 4. předkole v EL. Nakonec se s klubem probojoval do osmifinále. Jedinou branku v dresu fialek vstřelil 3. října proti Dněpru (2:1) . V lize pomohl klubu k 4. místu. Poslední zápas ve fotbalové kariéře odehrál 11. května 2014 proti Livornu (2:1) . Za fialky odehrál celkem 30 utkání a vstřelil jednu branku.

## Přestupy
- z Cesena do Milán za 1 910 000 Euro
- z Milán do Fiorentina zadarmo

## Statistiky
| Sezóna  | Klub       | Liga    | Liga   | Liga | Ligové poháry | Ligové poháry | Ligové poháry | Kontinentální poháry | Kontinentální poháry | Kontinentální poháry | Celkem | Celkem |
| Sezóna  | Klub       | Soutěž  | Zápasy | Góly | Soutěž        | Zápasy        | Góly          | Soutěž               | Zápasy               | Góly                 | Zápasy | Góly   |
| ------- | ---------- | ------- | ------ | ---- | ------------- | ------------- | ------------- | -------------------- | -------------------- | -------------------- | ------ | ------ |
| 1994/95 | Cesena     | Serie B | 25     | 1    | IP            | 2             | 0             | -                    | 0                    | 0                    | 27     | 1      |
| 1995/96 | Milán      | Serie A | 7      | 0    | IP            | 4             | 0             | UEFA                 | 3                    | 0                    | 14     | 0      |
| 1996/97 | Milán      | Serie A | 11     | 0    | IP            | 3             | 0             | LM                   | 4                    | 0                    | 18     | 0      |
| 1997/98 | Vicenza    | Serie A | 27     | 1    | IP+IS         | 1+1           | 0             | PVP                  | 7                    | 0                    | 36     | 1      |
| 1998/99 | Milán      | Serie A | 26     | 1    | IP            | 3             | 0             | -                    | 0                    | 0                    | 29     | 1      |
| 1999/00 | Milán      | Serie A | 29     | 2    | IP+IS         | 4+1           | 0             | LM                   | 2                    | 0                    | 36     | 2      |
| 2000/01 | Milán      | Serie A | 16     | 3    | IP            | 3             | 1             | LM                   | 7                    | 0                    | 26     | 4      |
| 2001/02 | Milán      | Serie A | 9      | 3    | IP            | 1             | 0             | UEFA                 | 3                    | 0                    | 13     | 3      |
| 2002/03 | Milán      | Serie A | 21     | 1    | IP            | 3             | 1             | LM                   | 13                   | 0                    | 37     | 2      |
| 2003/04 | Milán      | Serie A | 20     | 1    | IP+IS         | 3+1           | 1             | LM+ES+IP             | 6+1+1                | 0                    | 32     | 2      |
| 2004/05 | Milán      | Serie A | 22     | 1    | IP+IS         | 4+1           | 2             | LM                   | 11                   | 1                    | 38     | 4      |
| 2005/06 | Milán      | Serie A | 13     | 1    | IP            | 1             | 0             | LM                   | 4                    | 0                    | 18     | 1      |
| 2006/07 | Milán      | Serie A | 19     | 2    | IP            | 3             | 0             | LM                   | 12                   | 0                    | 34     | 2      |
| 2007/08 | Milán      | Serie A | 33     | 4    | IP            | 0             | 0             | LM+ES+MSK            | 7+1+2                | 0                    | 43     | 4      |
| 2008/09 | Milán      | Serie A | 28     | 7    | IP            | 0             | 0             | UEFA                 | 5                    | 1                    | 33     | 8      |
| 2009/10 | Milán      | Serie A | 30     | 1    | IP            | 1             | 0             | LM                   | 8                    | 0                    | 39     | 1      |
| 2010/11 | Milán      | Serie A | 18     | 1    | IP            | 1             | 0             | LM                   | 4                    | 0                    | 23     | 1      |
| 2011/12 | Milán      | Serie A | 22     | 1    | IP+IS         | 2+1           | 0             | LM                   | 6                    | 0                    | 31     | 1      |
| 2012/13 | Milán      | Serie A | 20     | 0    | IP            | 1             | 0             | LM                   | 4                    | 0                    | 25     | 0      |
| 2013/14 | Fiorentina | Serie A | 21     | 0    | IP            | 1             | 0+0           | EL                   | 8                    | 1                    | 30     | 1      |
| Celkově | Celkově    | Celkově | 417    | 31   | -             | 46            | 5             | -                    | 119                  | 3                    | 582    | 39     |

## Reprezentační kariéra
V roce 1995 debutoval v reprezentaci Itálie U21, který byl po mnoho let základním členem. Díky tomu byl také nominován na OH 2000.
V seniorské reprezentaci si premiéru odbyl 28. dubna 1999 v Záhřebu proti Chorvatsku (0:0) . Po začlenění do sestavy byl vybrán na ME 2000. Z turnaje si odvezl stříbrnou medaili.
Kvůli zranění neodcestoval na MS 2002 a ME 2004. Další turnaj odehrál na ME 2008. Po prohře se Španělskem skončili již v čtvrtfinále. To byl také poslední zápas za reprezentaci Itálie. Za reprezentací odehrál 35 utkání a nedal žádnou branku. Další 4 zápasy odehrál v rámci Olympijských her, kde vstřelil jednu branku.
| Reprezentace | Rok     | Zápasy             | Zápasy | Zápasy    | Zápasy           | Zápasy           | Zápasy   |
| Reprezentace | Rok     | Fáze turnaje       | Datum  | Soupeř    | Odehraných minut | Vstřelené branky | Výsledek |
| ------------ | ------- | ------------------ | ------ | --------- | ---------------- | ---------------- | -------- |
| Itálie       | OH 2000 | 1 zápas ve skupině | 13. 9. | Austrálie | 90               | 0                | 1:0      |
| Itálie       | OH 2000 | 2 zápas ve skupině | 16. 9. | Honduras  | 90               | 1                | 3:1      |
| Itálie       | OH 2000 | 3 zápas ve skupině | 19. 9. | Nigérie   | 10               | 0                | 1:1      |
| Itálie       | OH 2000 | Čtvrtfinále        | 23. 9. | Španělsko | 90               | 0                | 0:1      |

| Reprezentace | Rok     | Zápasy             | Zápasy | Zápasy    | Zápasy           | Zápasy           | Zápasy             |
| Reprezentace | Rok     | Fáze turnaje       | Datum  | Soupeř    | Odehraných minut | Vstřelené branky | Výsledek           |
| ------------ | ------- | ------------------ | ------ | --------- | ---------------- | ---------------- | ------------------ |
| Itálie       | ME 2000 | 2 zápas ve skupině | 14. 6. | Belgie    | 7                | 0                | 2:0                |
| Itálie       | ME 2000 | 3 zápas ve skupině | 19. 6. | Švédsko   | 90               | 0                | 2:1                |
| Itálie       | ME 2000 | Finále             | 2. 7.  | Francie   | 37               | 0                | 1:2 v (prodl.)     |
| Itálie       | ME 2008 | 1 zápas ve skupině | 9. 6.  | Nizozemí  | 90               | 0                | 0:3                |
| Itálie       | ME 2008 | 2 zápas ve skupině | 13. 6. | Rumunsko  | 5                | 0                | 1:1                |
| Itálie       | ME 2008 | 3 zápas ve skupině | 17. 6. | Francie   | 35               | 0                | 2:0                |
| Itálie       | ME 2008 | Osmifinále         | 22. 6. | Španělsko | 120              | 0                | 0:0 (2:4 na (pen.) |

## Úspěchy

### Klubové
- 4× vítěz italské ligy (1995/96, 1998/99, 2003/04, 2010/11)
- 1× vítěz italského poháru (2002/03)
- 2× vítěz italského superpoháru (2004, 2011)
- 2× vítěz Ligy mistrů UEFA (2002/03, 2006/07)
- 2× vítěz Evropského superpoháru (2003, 2007)
- 1× vítěz Mistrovství světa klubů (2007)

### Reprezentační
- 2× na ME (2000 – stříbro, 2008)
- 1× na OH (2000)

### Vyznamenání
Řád zásluh o Italskou republiku (12.7. 2000) z podnětu Prezidenta Itálie 